# Nessuno ha il diritto di obbedire
Nessuno ha il diritto di obbedire (in tedesco Kein Mensch hat das Recht zu gehorchen) è un motto attribuito alla filosofa Hannah Arendt. È noto in Italia per essere stato utilizzato, a partire dal 2017, in un intervento artistico realizzato sulla facciata dell'ex  Casa del Fascio di Bolzano.

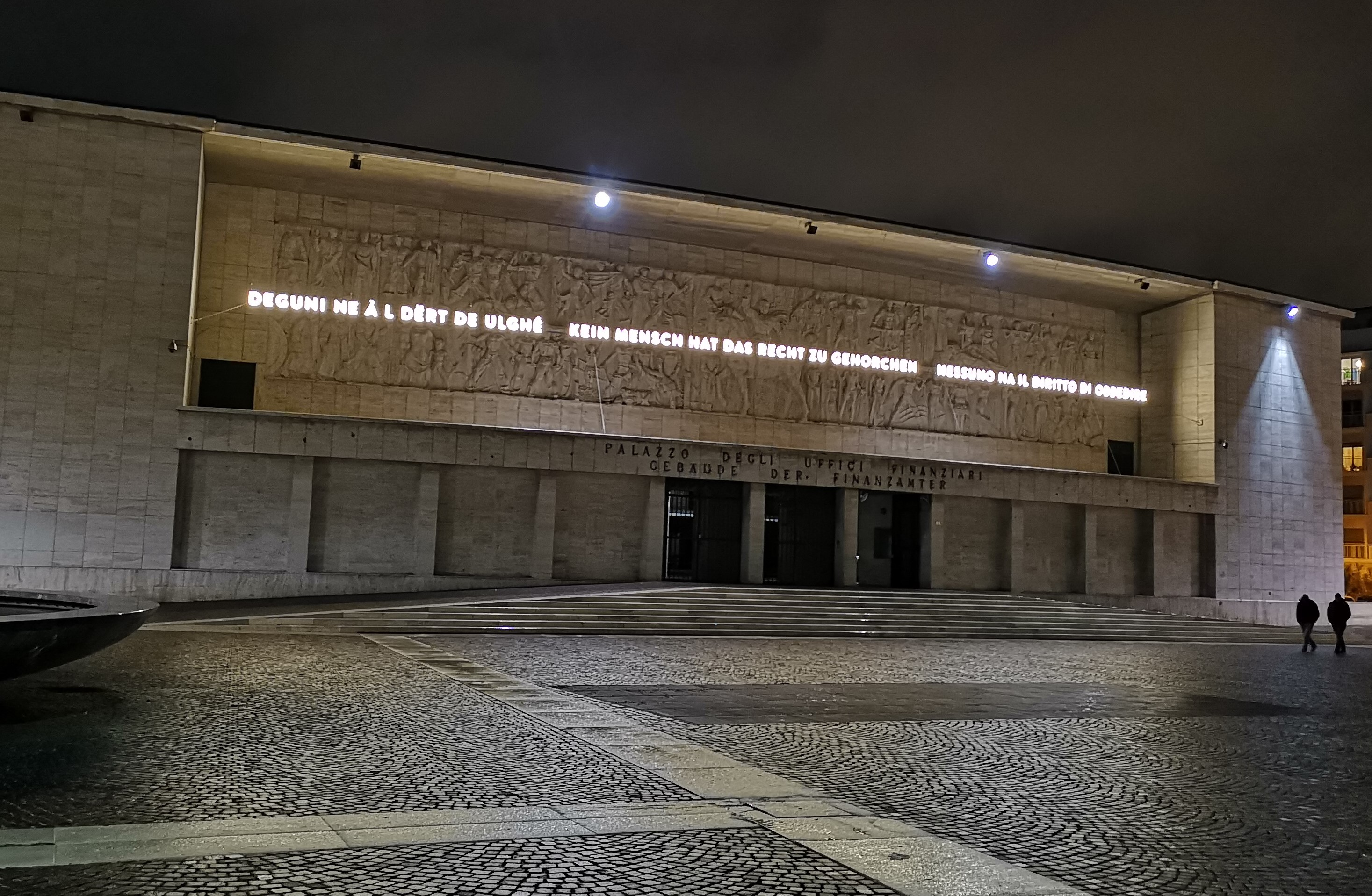
Facciata della ex Casa del Fascio di Bolzano, su cui appare in tre lingue (ladino, tedesco e italiano) il motto "Nessuno ha il diritto di obbedire", attribuito a Hannah Arendt

## Origine
Nel 1961 Hannah Arendt assistette, in qualità di inviata del settimanale "The New Yorker", ad alcune udienze del processo contro il criminale nazista Adolf Eichmann. Il suo reportage, che apparve in rivista nel 1963, fu rielaborato (con poche modifiche) dalla stessa autrice nel libro La banalità del male, pubblicato lo stesso anno.
Nel libro la Arendt narra che l'imputato Eichmann, a un certo punto dell'istruttoria, «improvvisamente dichiarò con gran foga di aver sempre vissuto secondo i principî dell'etica kantiana, e in particolare conformemente a una definizione kantiana del dovere».
Subito dopo, Hannah Arendt così commenta tale dichiarazione di Eichmann:
La Arendt sostiene che Eichmann abbia agito in realtà non secondo l'etica di Kant, bensì secondo una definizione distorta della formula kantiana dell'imperativo categorico, precisamente quella datane nel 1942 dal gerarca nazista Hans Frank: «agisci in una maniera che il Führer, se conoscesse le tue azioni, approverebbe». Commenta ancora la Arendt: 
Hannah Arendt tornò sulla questione nel corso di una conversazione radiofonica con lo storico tedesco Joachim Fest, trasmessa dall'emittente Südwestfunk il 9 novembre 1964. Nel corso della conversazione, Fest fa ancora riferimento alla pretesa di Eichmann di avere sempre seguito i precetti morali kantiani. Commenta la Arendt:
La conversazione radiofonica fra Hannah Arendt e Joachim Fest fu trascritta e pubblicata in Internet nel 2005, a cura di Ursula Ludz e Thomas Wild, nella rivista online "HannahArendt.net", e successivamente dagli stessi curatori raccolta in un libro pubblicato nel 2011.

## Utilizzo

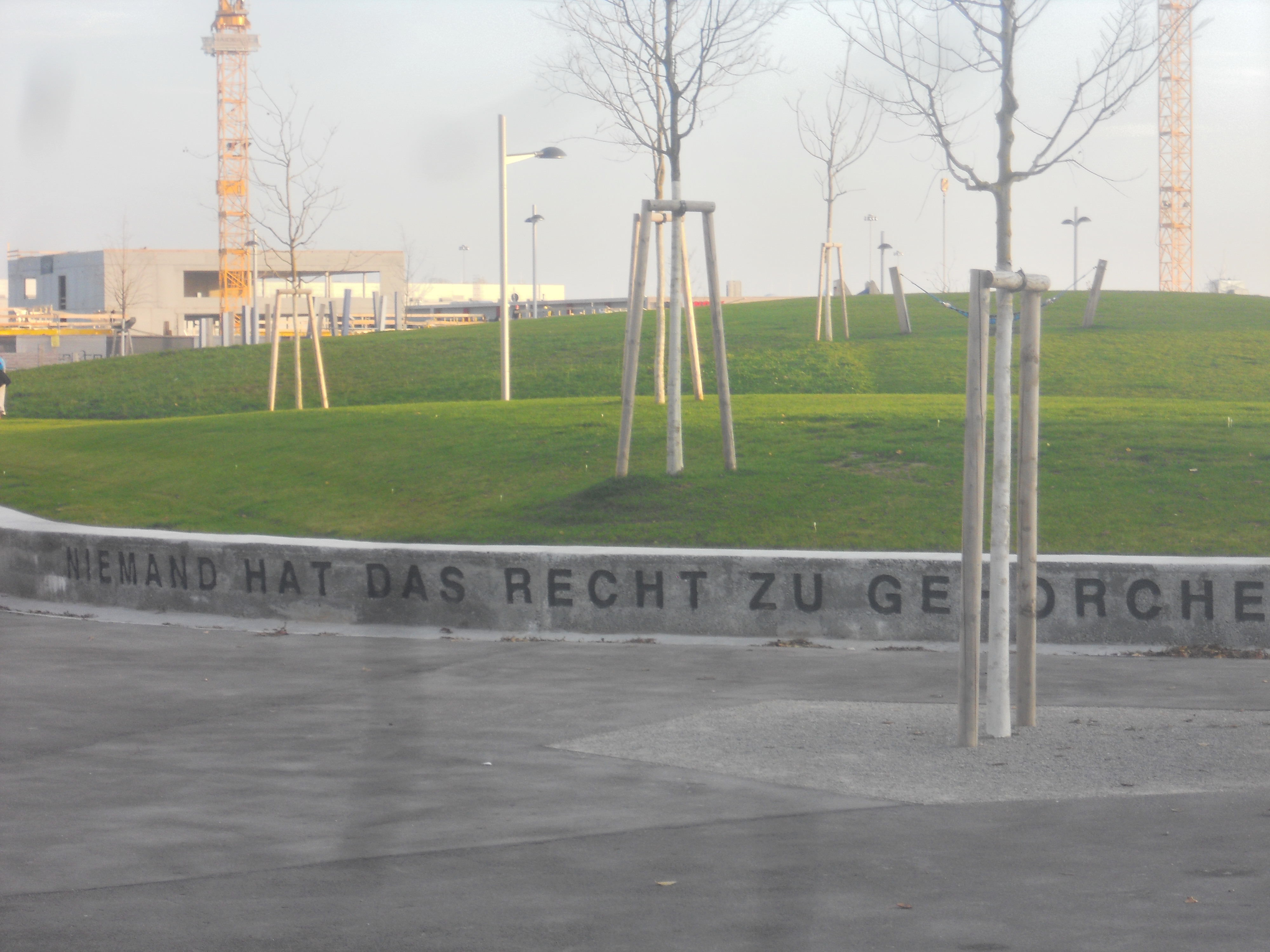
Il muro di cinta del Parco Hannah Arendt di Vienna, con la citazione attribuita alla filosofa Niemand hat das Recht zu gehorchen ("Nessuno ha il diritto di obbedire")

Il motto compare sul muro di cinta del Parco Hannah Arendt, nel quartiere viennese di Aspern (distretto di Donaustadt), inaugurato nel 2015.
L'ex  Casa del Fascio di Bolzano conserva sul suo frontone un bassorilievo di Hans Piffrader su cui spicca il motto fascista Credere, obbedire, combattere. Nel 2017, in contrapposizione a tale motto, il fregio di Piffrader fu sottoposto (su iniziativa dell'Amministrazione provinciale altoatesina e su progetto artistico di Arnold Holzknecht e Michele Bernardi), a un intervento di storicizzazione e depotenziamento, con l'apposizione di una scritta luminosa in tre lingue (ladino, tedesco, italiano) recante la frase attribuita a Hannah Arendt. Sulla piazza stessa è stato installato un infopoint con testi esplicativi, resi in quattro lingue, che spiegano la storia dell'edificio, dell'opera di Piffrader, del contesto urbanistico più complessivo nonché della citazione di Hannah Arendt.